# Salt Range
Salt Range, conegut antigament com a muntanyes Makhialah i com Koh-i-Jud, és un sistema muntanyós al Panjab (Pakistan) entre el districte de Jhelum a l'est i el districte de Mianwali a l'oest. El seu nom deriva dels gran dipòsits de sal. Fou .
La principal cadena comença al Chail a 1.147 metres; les muntanyes corren paral·lels al riu Jhelum a uns 40 km i després s'uneixen al grup principal portant el nom local de muntanyes Nili; la segona cadena és anomenada serra de Rohtas i va entre els Nili i el riu (paral·lel als dos); aquí està situat el fort de Rohtas i la muntanya Tilla de 1.006 metres; la tercera cadena són les muntanyes Pabbi, al sud del Jhelum; la serra unida finalment corre llavors a l'oest fins a la muntanya Sakesar, la més alta del grup, de 1.553 metres; al mig hi ha el llac de Kallar Kahar. Les valls del Soon (Sun) i Khabbakki són en aquesta zona. A Mianwali les muntanyes es dirigeixen al nord-oest cap a l'Indus on arriben a la població de Mari a l'altre costat de Kalabagh i continuen en la derivació de les muntanyes Khattak-Maidani.
Els grans dipòsits de sal es troben en la roca sòlida als vessants i a les cims planes i són els dipòsits més grans del món. El mineral s'explota a Mayo, prop de Khewra, uns quilòmetres al nord-est de Pind Dadan Khan al districte de Jhelum, a Nurpir a Jhelum, a Warcha a Shahpur, i a Kalabagh a Mianwali District.
També s'hi troba carbó de qualitat mitjana.